# Turchia ai Giochi della XXV Olimpiade
La Turchia partecipò ai Giochi della XXV Olimpiade, svoltisi a Barcellona, Spagna, dal 25 luglio al 9 agosto 1992, con una delegazione di 41 atleti impegnati in dieci discipline.